# 考恩斯曼 (加利福尼亞州)
考恩斯曼（英語：Counsman）是位於美國加利福尼亞州薩特縣的一個非建制地區。該地的面積和人口皆未知。

## 地理
考恩斯曼的座標為33°44′58″N 121°29′33″W / 33.74944°N 121.49250°W，而該地的平均海拔高度為11米（即36英尺）。